# Chajjim Mosze Szapira
Chajjim Mosze Szapira (hebr. חיים משה שפירא, ang. Haim-Moshe Shapira, ur. 13 marca?/26 marca 1902 w Grodnie, zm. 16 lipca 1970 w Izraelu) – izraelski polityk i mąż stanu. Poseł do Knesetu i minister w różnych resortach od 1949 aż do śmierci – w piętnastu kolejnych rządach.

## Życiorys
Urodził się 26 marca 1902 w Grodnie, w ówczesnym Imperium Rosyjskim. Na początku lat dwudziestych XX wieku mieszkał i działał w Polsce, a w 1925 emigrował do Palestyny. Działacz ruchu syjonistycznego i Agencji Żydowskiej, jeden z założycieli państwa żydowskiego, złożył podpis pod Deklaracją Niepodległości Izraela.
Był członkiem Knesetu od pierwszej do siódmej kadencji.
Trzykrotnie minister spraw wewnętrznych Izraela w latach 1949–1952, 1955 i 1959–1970, dwukrotnie minister zdrowia w latach 1948–1951 i 1961–1966, minister absorpcji imigrantów (1948–1951), minister religii (1952–1958) i minister pracy (1952–1958).
Działalność polityczną rozpoczął w partii Ha-Poel ha-Mizrachi, z czasem obejmując jej przywództwo. Po 1956 jeden z założycieli i przywódców, obok Josefa Burga, Narodowej Partii Religijnej.
Po jego śmierci, mandat poselski objął Awner-Chaj Szaki. Został pochowany na Górze Oliwnej.